# Cachingues
Cachingues – miasto w Angoli, w prowincji Bié.